# Van de koele meren des doods
Van de koele meren des doods is een van de bekendste romans van Frederik van Eeden en is in 1900 verschenen.

## Thematiek
Het boek is opgezet naar de principes van de naturalistische romankunst, maar tegenover de door het noodlot voorbestemde afloop die daarin onvermijdelijk is, wilde de schrijver-psychiater Van Eeden juist een positiever alternatief tonen. In tegenstelling tot de figuren in de naturalistische roman weet zijn hoofdpersonage uiteindelijk wel haar door "erfelijkheid, opvoeding en milieu" bepaalde karaktereigenschappen te overwinnen, dankzij de hulp van de psychoanalyse en de kracht van de religie.

## Inhoud
Het fictieve verhaal speelt zich af in de negentiende eeuw en beschrijft het leven van Hedwig Marga de Fontayne (1856). Hedwig groeit op in een rijke familie. Na de dood van haar moeder raakt haar vader aan de drank en is hun geld snel op. Ze trouwt met Gerard Wijbrands, maar loopt uiteindelijk weg met pianist Ritsaart naar Engeland. Daar krijgt ze een kind, maar het sterft na enkele maanden. Met het lijkje in een koffertje trekt ze naar Parijs. Ze raakt er verslaafd aan morfine en gaat in de prostitutie om die verslaving te bekostigen. Ze komt terecht in het hôpital de la Salpêtrière, waar ze dankzij kloosterzuster Paula van haar verslaving afkomt. Hedwig keert weer terug en brengt haar laatste jaren door bij een boerenfamilie, die vroeger op hun erf woonde.

## Titel
De titel is afgeleid van een psalmtekst uit psalm 23, waaraan wordt gerefereerd in hoofdstuk XV: Maar doodgaan scheen haar altijd nog veel beter, nog begeerlijker. Dat zou rust zijn, als die beloofd wordt aan de getrouwen in de psalm, dat zou zijn zachtjes gevoerd worden langs stille wateren, langs grote koele meren, dat zou troosten zijn, zoals een moeder troost.

## Trivia
De hoofdpersoon in het boek Hedwig is deels gebaseerd op een aantal verschillende vrouwelijke personen die in het leven van Frederik van Eeden een belangrijke rol speelden. Waaronder zijn vrouw Martha van Vloten en Betsy van Hoogstraten, waar hij een platonische liefde mee had.

## Film
Nouchka van Brakel regisseerde een op dit boek gebaseerde, gelijknamige film, met in de hoofdrol Renée Soutendijk. De film werd uitgebracht in 1982.